# Dreifaltigkeitskirche (Ränkam)

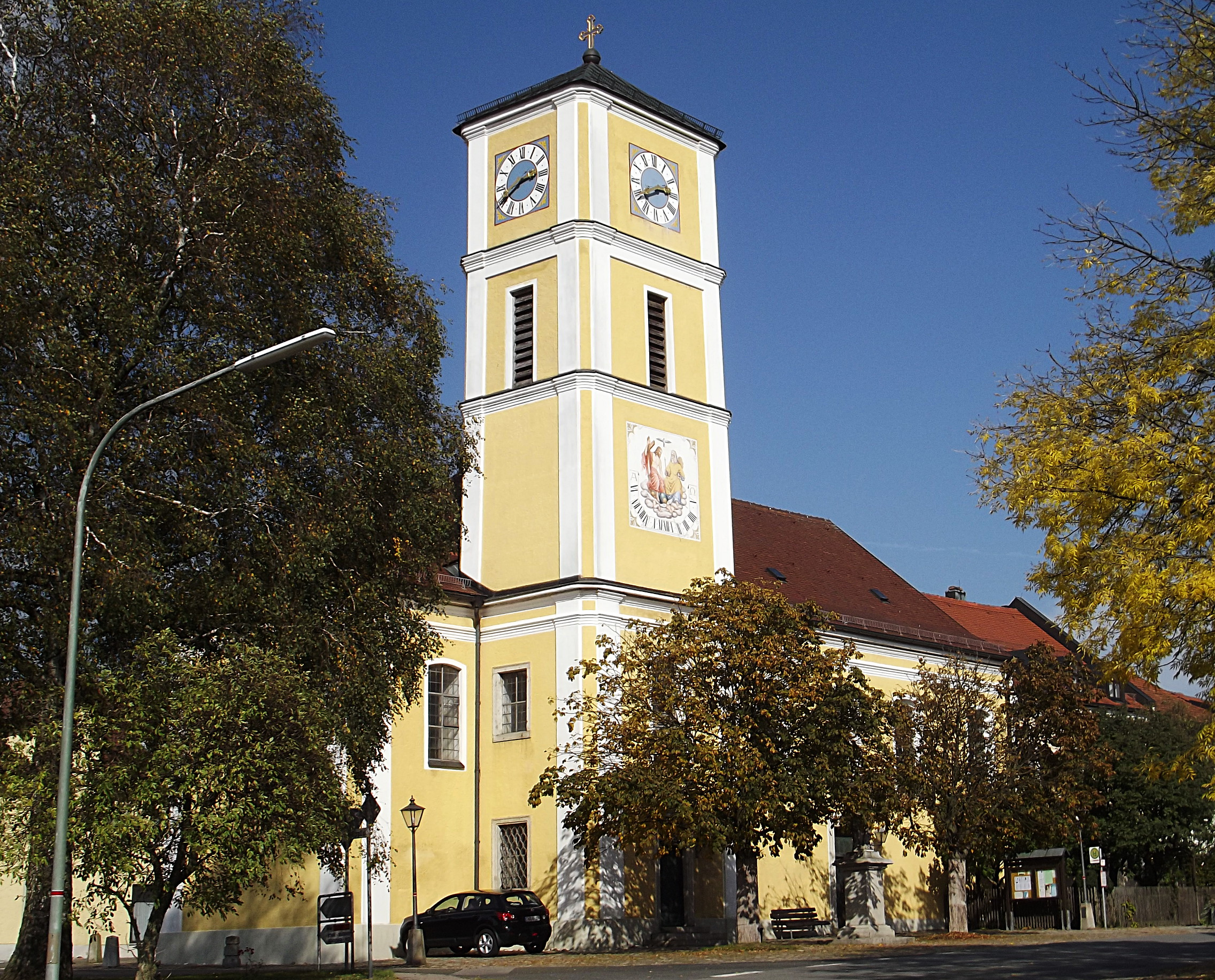
Dreifaltigkeitskirche (Ränkam)

Die römisch-katholische Kuratbenefiziumskirche Hl. Dreifaltigkeit steht in Ränkam, einem Gemeindeteil der Stadt Furth im Wald im Landkreis Cham in der Oberpfalz. Die Kirchengemeinde gehört zum Bistum Regensburg. Das Bauwerk ist unter der Denkmalnummer D-3-72-126-76 als Baudenkmal in die Bayerische Denkmalliste eingetragen.

## Beschreibung
Die Kirche wurde 1726 unter Einbeziehung von Teilen des ehemaligen Schlosses Ränkam erbaut. Sie bestand zunächst nur aus einem Chor. Das Langhaus und der Chorflankenturm an der Südwand des Chors, die durch Pilaster gegliedert sind, wurden erst 1860 angebaut. 1938 wurde das Langhaus nach Osten erweitert und die beiden unteren Geschosse des Chorflankenturms um zwei weitere aufgestockt, das obere beherbergt hinter den Klangarkaden den Glockenstuhl. Er wurde 1960 um noch ein Geschoss aufgestockt, das die Turmuhr beherbergt, und mit einem flachen Pyramidendach bedeckt.
Die neugotische Kirchenausstattung wurde in den 1960er Jahren ersetzt.